# Couvent des Cordeliers de Moirans
Le couvent des Cordeliers est situé dans le département français de l'Isère, sur la commune de Moirans.

## Historique
Le couvent des Cordeliers a abrité la première implantation des  Franciscains  en Dauphiné aux alentours de 1220, comme en témoigne l'inscription latine sur  la porte de l'ancienne église des Cordeliers Prima domus ordinis sancti Francisci en Dalphinatu.
En 1792, après la suppression des ordres religieux, les moines sont expulsés et le couvent est vendu au titre des biens nationaux.

## Description
Il ne reste pas grand chose du couvent des Cordeliers, quelques murs, une petite partie du cloître.
Une partie du couvent semble faire partie de l'école mitoyenne.
L'ensemble a été restauré récemment, et constitue un passage piéton que l'on peut trouver derrière la mairie de Moirans.
Les vestiges sont inscrits au titre des monuments historiques depuis 1989.

### Fresques
En 2004, des fresques murales du XIVe siècle ont été mises au jour et la commune a ouvert un chantier de conservation et de restauration.

## Galerie

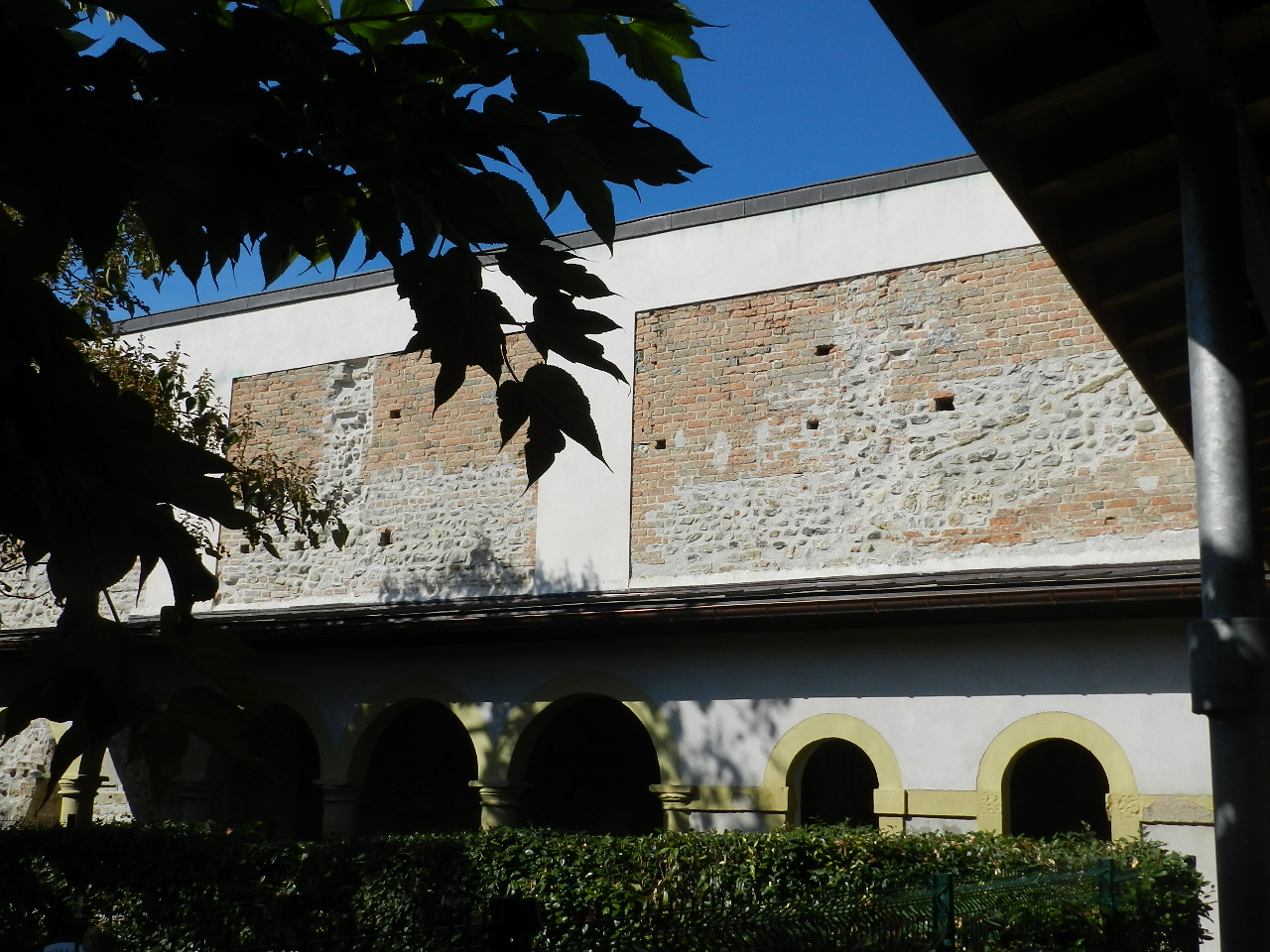
Couvent des Cordeliers de Moirans
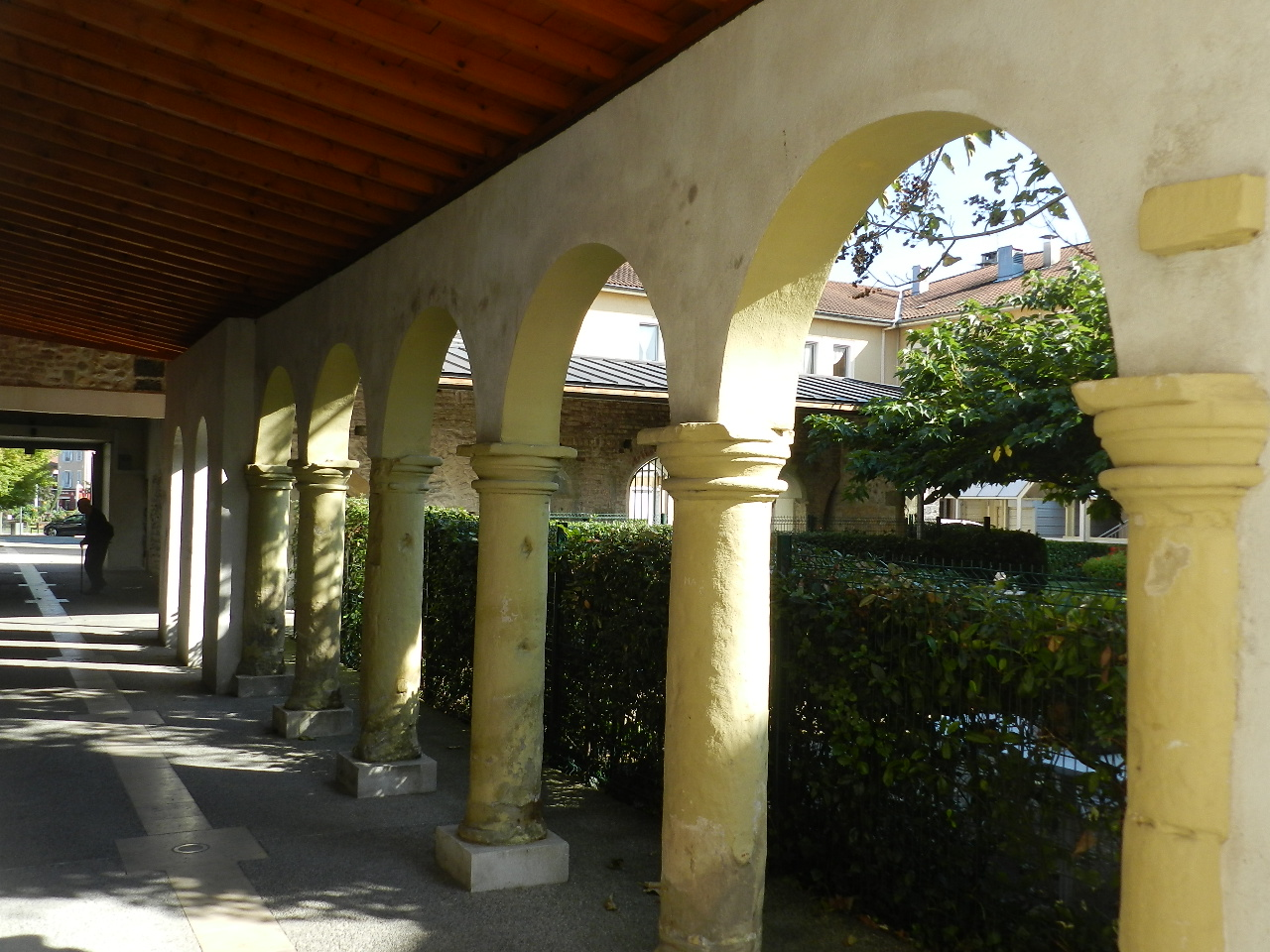
Couvent des Cordeliers de Moirans
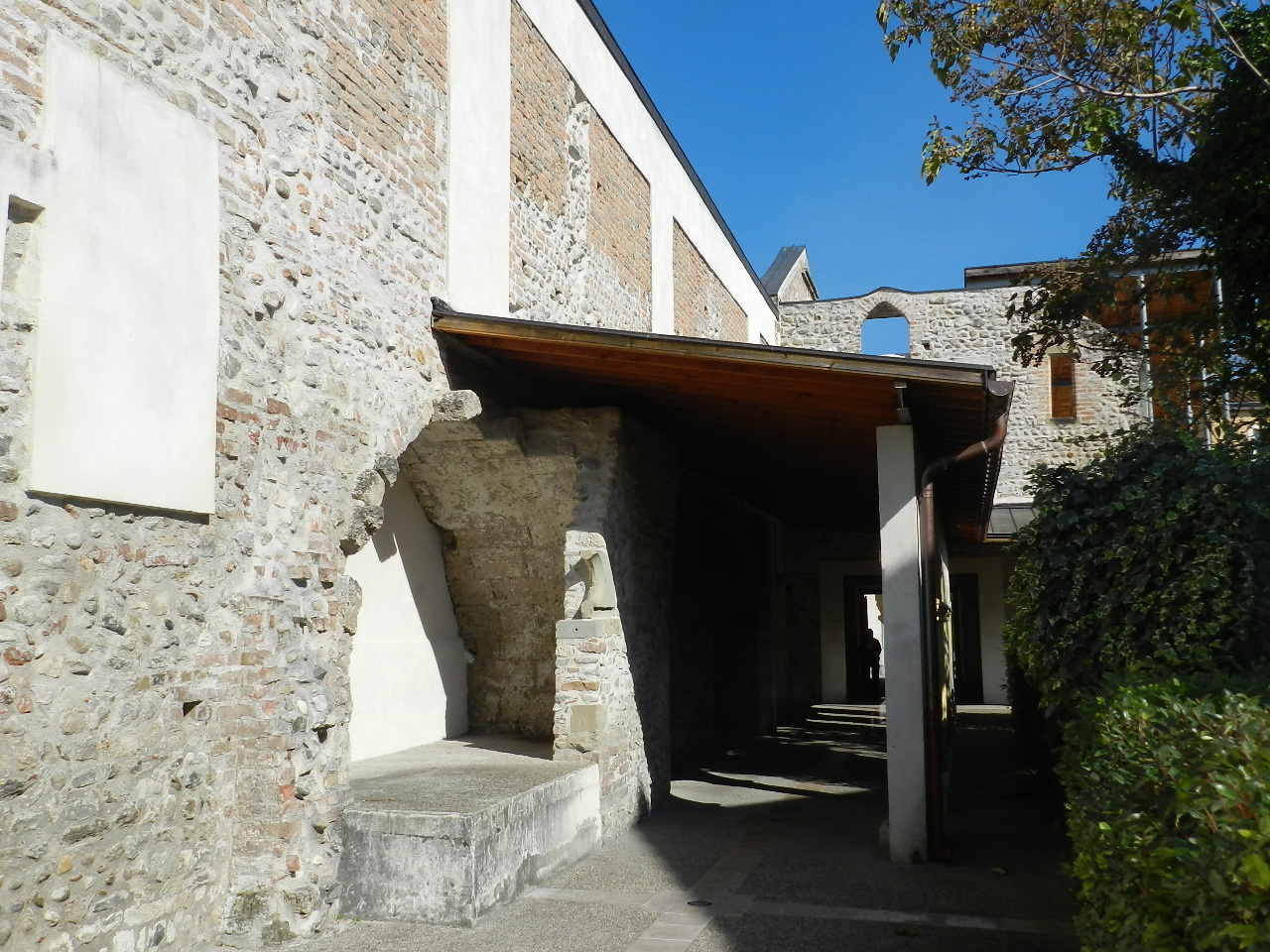
Couvent des Cordeliers de Moirans
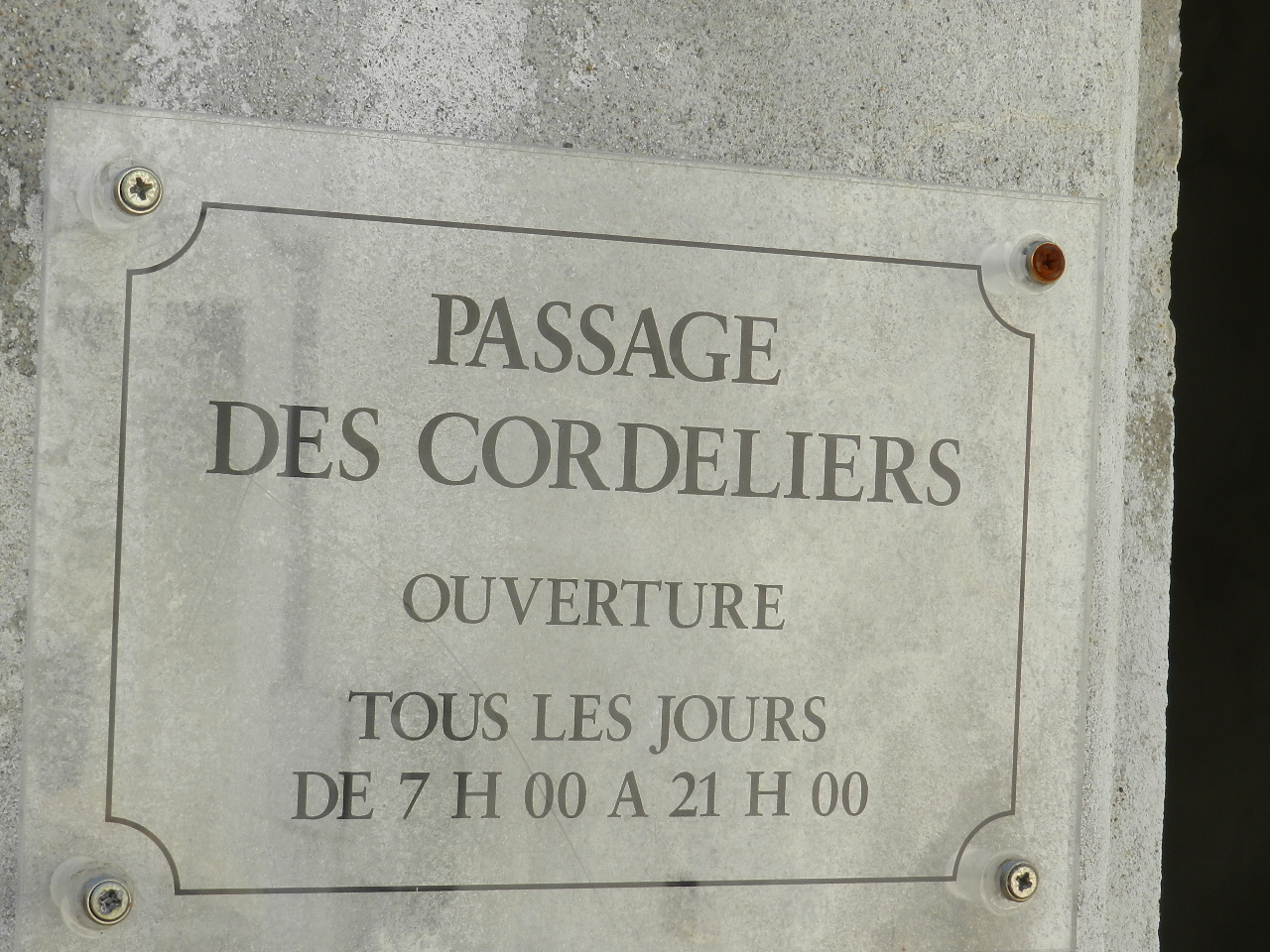
Couvent des Cordeliers de Moirans